# Краснокутський район (Харківська область)
Красноку́тський райо́н — колишній район у північно-західній частині Харківської області. Створений — 1923 року. Площа — 1040,8 км², водні ресурси — 1085,7 га. Населення — 31,354 тисяч осіб (станом на 1 грудня 2004 року). Адміністративний центр — селище Краснокутськ.
На півночі район межував з Охтирським районом Сумської області, на заході — з Чутівським та Котелевським районами Полтавської області. На півдні — з Коломацьким, на сході — з Богодухівським районом Харківської області.
Ліквідований — у 2020 році. Територія району увійшла до Богодухівського району.

## Клімат
Клімат Краснокутського району помірно континентальний. Зима починається в середині листопада. І тоді переважає хмарна погода, відносна вологість збільшується до 80-90 %. Сніговий покрив зберігається в середньому 100–110 днів. Взимку випадає близько 20-25 відсотків річної кількості опадів, переважно — сніг. Зима з частими відлигами, інколи настільки інтенсивними, що поверхня землі залишається взагалі без снігу. Найхолодніший місяць — січень. Його абсолютний мінімум — 40 °C.
Весна починається в останніх числах березня. У квітні можливе пониження нічної температури до — 10-15 °С. Бувають снігопади. Весна часто затяжна і супроводжується поверненням холоду.
Літо починається всередині травня. Воно тепле, помірне, інколи — жарке, з невеликими опадами. Найтепліший місяць — липень. Максимальна температура +39 °C.

## Історія
У давні часи по території району проходив відомий Муравський шлях, по якому татари переганяли полонених людей на південь, у Кафу.
Центр району — селище Краснокутськ — одне з найстаріших населених пунктів Слобідської України. Перша згадка про тоді ще Красний Кут відноситься до середини XVII століття. Красний Кут означає «мальовничий куток», «прекрасна сторона». Він був заснований, як один з опорних пунктів захисту кордонів Російської імперії від нападів татар.
У 1651 році, після битви під Берестечком, група переселенців з Задніпрянщини й козаки Корсунського полку оселилися під захистом лісів на пагорбах вздовж річки Мерла. Ця дата вважається датою заснування Краснокутська.
Козаки Краснокутської сотні брали участь у походах 1687 і 1689 років проти кримських татар, а в 1695-96 роках — в Азовських походах російського царя Петра І.
У 1709 році по річці Мерла проходила бойова лінія шведських і російських військ. Неподалік від Краснокутська (поблизу села Городнє) відбулась битва росіян зі шведами.
Після ліквідації полкового розмежування Слобожанщини Краснокутськ став центром Краснокутського комісарства Ахтирської провінції Слобідсько-Української губернії. У 1773 році в селищі налічувалися 4134 мешканця, в тому числі 3741 військовий обиватель, 170 підданих. Понад 200 осіб належало до привілейованих станів (військові, військові у відставці, колишня козацька старшина та інші).
Після створення у 1780 році Харківського намісництва Краснокутськ був центром повіту. У 1796 році він став позаштатним містом Богодуховського повіту Слобідсько-Української (з 1835 року — Харківської) губернії.
21 вересня 1781 року сенат Російської імперії затвердив герб Краснокутська, на зеленому полі якого зображено ріг достатку з плодами і квітами та Меркуріїв жезл, що символізував торгівлю і процвітання, а на срібному — сім черешень, що означали садівництво, бо основним заняттям жителів Краснокутська було саме садівництво та сільське господарство.
У пореформений період, особливо наприкінці XIX століття, навколо Краснокутська виникло кілька великих економій капіталістичного типу, провідною культурою в яких були цукрові буряки.
Краснокутський район був створений у серпні 1923 року відповідно до адміністративно-територіального поділу із Краснокутської, Козіївської, Пархомівської, Качалівської і Мурафської волостей. У повоєнні роки до його складу увійшли села Колонтаїв, Любівка, Костянтинівка, Котелевка, Слобідка, Каплунівка, Рябоконеве та інші населені пункти.

### Друга світова війна
У Другу світову війну майже 9500 мешканців району пішло на фронт. Серед них — старший лейтенант А. Прокопенко, удостоєний 6 урядових нагород; стрілець-автоматник, кавалер ордена Слави II і III ступеня В. Безкоровайний та багато інших. 7400 з них — не повернулися додому.
Краснокутський район першим в області був захоплений німцями. У вересні 1941 року на його території розгорнулися жорстокі бої. Під натиском переважаючих сил ворога радянські війська залишили район і 9 жовтня 1941 року його окупували німці. Воювати з ними продовжили місцеві партизани. Формуванням бойових груп і загонів керував секретар райкому партії О. Корабельщиков і старий партизан С. Соболь. Було розроблено план дій партизанських загонів у Костянтинівці, Мурафі, Краснокутську та Козіївці.
У Краснокутську також діяла підпільна група. Її члени записували і розповсюджували повідомлення Радінформбюро, писали і розклеювали листівки, в яких закликали населення до боротьби. Німці повісили і розстріляли багатьох активістів, підпільників та учасників партизанського руху. Донька Петра Наливайка згадувала:
| «Дуже боляче, що батька вистежили і схопили свої, тобто поліцаї. Вони вночі зайшли до хати і накинулись, як звірі, бити батька прикладами, поперелякували нас — малих дітей і маму, а потім батька повели на допит[2]». |
Район був в окупації 23 місяці. Від німців його звільнили 10 жовтня 1943 року війська 90-ї гвардійської стрілецької дивізії і 20-го гвардійського корпусу в ході Бєлгородсько-Харківської операції. У визволенні району також брала участь 71-ша стрілецька дивізія під командуванням генерал-майора Никифора Замировського, яку підтримував 680-й протитанковий артилерійський полк. Велику мужність і відвагу проявили бійці 5 батареї цього полку і особливо сержант Олексій Майоров та рядовий Іван Нестеров (обидва героїчно загинули 20 серпня 1943 року в бою під селом Степанівка, посмертно удостоєні звання Героя Радянського Союзу).

### Вибори 2014
25 травня 2014 року відбулися Президентські вибори України. У межах Краснокутського району було створено 30 виборчих дільниць. Явка на виборах склала — 53,32% (проголосували 12 112 із 22 715 виборців). Найбільшу кількість голосів отримав Петро Порошенко — 46,24% (5 601 виборців); Михайло Добкін — 14,56% (1 763 виборців), Юлія Тимошенко — 12,38% (1 500 виборців), Олег Ляшко — 7,85% (951 виборців), Сергій Тігіпко — 4,66% (564 виборців), Анатолій Гриценко — 4,31% (522 виборців). Решта кандидатів набрали меншу кількість голосів. Кількість недійсних або зіпсованих бюлетенів — 1,56%.

### Ліквідація району
19 липня 2020 року Краснокутський район увійшов до складу Богодухівського району згідно Постанови Верховної Ради України № 807-IX від 17 липня 2020 року в рамках Адміністративно-територіальної реформи в Україні.

## Адміністративний поділ
Район адміністративно-територіально поділявся на 2 селищні ради та 11 сільських рад, які об'єднували 66 населених пунктів (2 смт та 64 сільські населені пункти) та підпорядковувалися Краснокутській районній раді.
Місцеві ради:
| Вид ради      | Кількість депутатів |
| ------------- | ------------------- |
| Районна       | 39                  |
| Селищні — 2   | 47                  |
| Сільські — 11 | 185                 |

## Економіка
Краснокутський район відносився до районів аграрного типу, спеціалізувався на виробництві сільськогосподарської продукції.
Площа сільськогосподарських угідь (по всіх товаровиробниках, включаючи підсобні господарства) — 75 158 га. Із них:
- рілля — 62 955 га,
- зрошувальні землі — 1 070 га,
- сади — 1 099 га,
- пасовища — 5 515 га,
- сіножаті природні — 4 518 га,
- листяні та хвойні дерева — 18 000 га.

Сільськогосподарських підприємств в районі було 31, а фермерських господарств — 64.
У структурі сільськогосподарського виробництва на рослинництво припадало 89,9 %, на тваринництво — 10,1 %. Основний напрямок виробництва у рослинництві був вирощування зернових і технічних культур.
Основні напрямки виробництва у тваринництві:
- вирощування великої рогатої худоби м'ясо — молочного напрямку;
- свинарство;
- птахівництво.

Промислових підприємств в районі було 5 (на самостійному балансі, без підприємств малого бізнесу):
- Дублянський спиртзавод;
- ЗАТ «Краснокутський маслозавод»;
- ТОВ «Козіївське»;
- Водоканалізаційна дільниця;
- ТОВ «Мурафський цукровий завод».

## Населення
Розподіл населення за віком та статтю (2001):
| Стать | Всього | До 15 років | 15-24 | 25-44 | 45-64 | 65-85 | Понад 85 |
| --- | ------ | ----------- | ----- | ----- | ----- | ----- | -------- |
| Чоловіки | 14 954 | 2954        | 1991  | 4371  | 3692  | 1850  | 96       |
| Жінки | 18 161 | 2720        | 1891  | 4314  | 4609  | 4105  | 522      |
| \| Статево-вікова піраміда \| Статево-вікова піраміда \| Статево-вікова піраміда \| \| ----------------------- \| ----------------------- \| ----------------------- \| \| Чоловіки \| Вік \| Жінки \| \| 96 \| 85 + \| 522 \| \| 133 \| 80-84 \| 540 \| \| 456 \| 75-79 \| 1248 \| \| 646 \| 70-74 \| 1405 \| \| 615 \| 65-69 \| 912 \| \| 1119 \| 60-64 \| 1626 \| \| 577 \| 55-59 \| 783 \| \| 1000 \| 50-54 \| 1094 \| \| 996 \| 45-49 \| 1106 \| \| 1199 \| 40-44 \| 1099 \| \| 1097 \| 35-39 \| 1123 \| \| 994 \| 30-34 \| 1008 \| \| 1081 \| 25-29 \| 1084 \| \| 904 \| 20-24 \| 886 \| \| 1087 \| 15-20 \| 1005 \| \| 1227 \| 10-14 \| 1143 \| \| 989 \| 5-9 \| 890 \| \| 738 \| 0-4 \| 687 \| |        |             |       |       |       |       |          |
| Статево-вікова піраміда |        |             |       |       |       |       |          |
| Чоловіки | Вік    | Жінки       |       |       |       |       |          |
| 96 | 85 +   | 522         |       |       |       |       |          |
| 133 | 80-84  | 540         |       |       |       |       |          |
| 456 | 75-79  | 1248        |       |       |       |       |          |
| 646 | 70-74  | 1405        |       |       |       |       |          |
| 615 | 65-69  | 912         |       |       |       |       |          |
| 1119 | 60-64  | 1626        |       |       |       |       |          |
| 577 | 55-59  | 783         |       |       |       |       |          |
| 1000 | 50-54  | 1094        |       |       |       |       |          |
| 996 | 45-49  | 1106        |       |       |       |       |          |
| 1199 | 40-44  | 1099        |       |       |       |       |          |
| 1097 | 35-39  | 1123        |       |       |       |       |          |
| 994 | 30-34  | 1008        |       |       |       |       |          |
| 1081 | 25-29  | 1084        |       |       |       |       |          |
| 904 | 20-24  | 886         |       |       |       |       |          |
| 1087 | 15-20  | 1005        |       |       |       |       |          |
| 1227 | 10-14  | 1143        |       |       |       |       |          |
| 989 | 5-9    | 890         |       |       |       |       |          |
| 738 | 0-4    | 687         |       |       |       |       |          |

Населення Краснокутського району станом на 1 грудня 2004 року складало 31,354 тисяч осіб.
У тому числі:
- міського — 9 636 тисяч осіб;
- сільського — 21 718 тисяч осіб.

Чоловіків — 14 605 осіб (або 45,2 % від загальної чисельності). Жінок — 17 706 осіб (або 54,8 % від загальної чисельності).
В районі мешкало 10 375 пенсіонерів (або 33 % наявного населення), з них:
- за віком — 9640 осіб (або 92,9 % від загальної кількості пенсіонерів);
- за інвалідністю — 1312 осіб (включаючи військовослужбовців).

Щільність населення по району була 30,1 осіб на 1 км². Рівень народжуваності (на 1 тис. населення) — 8,9 осіб. Рівень смертності (на 1 тис. населення) — 25 осіб.

## Соціальна сфера

### Освіта
В районі працювало 23 навчальних заклади, в тому числі:
| Навчальний заклад | Кількість |
| ----------------- | --------- |
| Гімназія          | 1         |
| ЗОШ               | 20        |
| ПТУ               | 1         |
| Музичні школи     | 1         |

А також:
- дошкільні заклади — 8,
- будинки творчості — 2,
- спортивні зали — 14.

### Медицина
В Краснокутському районі було 33 медичні установи, у тому числі:
| Медичні установи             | Кількість |
| ---------------------------- | --------- |
| Лікарні                      | 1         |
| Амбулаторії сімейного лікаря | 12        |
| ФАП                          | 20        |

## Культура
В Краснокутському районі було 56 закладів культури.
| Заклад культури             | Кількість |
| --------------------------- | --------- |
| Будинки культури            | 21        |
| Бібліотеки                  | 26        |
| Сільські клуби              | 27        |
| Музеї                       | 1         |
| Школи естетичного виховання | 1         |

На території району діяло 5 релігійних громад:
| Релігійна громада                             | Кількість осередків |
| --------------------------------------------- | ------------------- |
| Українська православна церква                 | 10                  |
| Українська автокефальна православна церква    | 2                   |
| Євангельські християни — баптисти             | 8                   |
| Християни віри Євангельської (п'ятидесятники) | 2                   |
| Свідки Єгови                                  | 1                   |

На території району було встановлено 3 пам'ятники Леніну і 40 пам'ятників радянським воїнам, загиблим на фронтах Другої світової війни. В районному центрі — споруджений Меморіал Слави з вічним вогнем та встановлений на постамент літак (у 1981 році) — на 50-ліття першого випуску курсантів колишнього Краснокутського авіаційного технікуму. У 2001 році в центрі Краснокутська було встановлено пам'ятний знак засновнику селища, полковнику козацького Корсунського полку Івану Штепі.

## Туризм
- Краснокутський дендропарк — с. Основинці, Краснокутська дослідна станція садівництва, Краснокутський район
- Наталіївський парк — селище Володимирівка, Краснокутський район
- Спаська церква — селище Володимирівка, Краснокутський район
- Слобожанський національний природний парк — природоохоронна територія
- Пархомівський історико-художній музей — с. Пархомівка, Краснокутський район
- Пам'ятний знак на честь воїнів, загиблих в Полтавській битві — біля с. Городнє

## Персоналії району

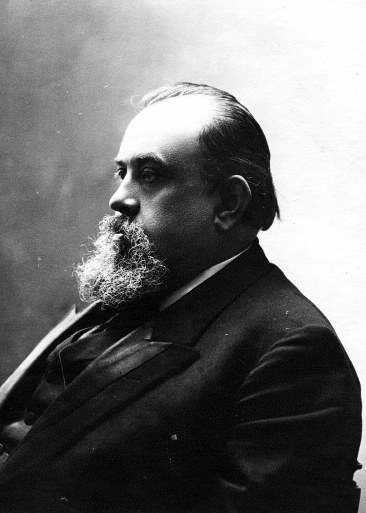
Максим Ковалевський

### Народилися
- Гризодубов Степан Васильович (*13 липня 1884 -†11 грудня 1965) — один з перших російських авіаконструкторів і льотчиків.
- Гунько Андрій Степанович (1927—1986) — український самодіяльний художник.
- Дашкієв Микола Олександрович (*16 травня 1921 — †23 лютого 1976) — український письменник-фантаст, поет і перекладач.
- Каразін Василь Назарович (*30 січня (10 лютого) 1773 — † 4 листопада (16 листопада) 1842) — український вчений, винахідник, громадський діяч — засновник Харківського університету.
- Каразін Іван Назарович (*1780 — † 1836) — акліматизатор і біолог, громадський діяч, засновник Краснокутського дендропарку.
- Катрич Олексій Миколайович (25 жовтня 1917 — †25 листопада 2004)  — генерал—полковник авіації[7].
- Ковалевський Максим Максимович (*27 серпня (8 вересня) 1851 — † 23 березня (5 квітня) 1916) — український правник, соціолог, історик, суспільний і політичний діяч.
- Кучугура-Кучеренко Іван Іович (*7 липня 1878 — † 24 листопада 1937; за іншими даними: *1869 — † 1942) — видатний український кобзар, удостоєний в 1925 році звання народного артиста республіки.

- Литвиненко Юрій Юрійович  — лейтенант юстиції, учасник російсько-української війни. Нагороджений орденом Богдана Хмельницького III ступеня.
- Малиш Іван Васильович (1923—2004) — український самодіяльний поет, самобутній художник та публіцист.
- Нехода Іван Іванович (*24 травня (6 червня) 1910 — †17 жовтня 1963) — український радянський поет і письменник.
- Сербінова Ельза Яківна — головний лікар Колонтаївської лікарні, очолювачка підпільної групи, яка діяла за часів Другої світової війни у Колонтаєві.

### Проживали
- У XVIII столітті землі поблизу Краснокутська імператриця Катерина II подарувала герою російсько-турецької війни, полковнику у відставці Назару Каразіну.
- Казимир Малевич (* 23 лютого 1878 (за іншими даними — 1879) — † 15 травня 1935) — жив в с. Пархомівка з 1890 по 1894 рік, за часів свого дитинства. Його батько був спеціалістом з обробки цукрових буряків і працював на пархомівській цукроварні. У Пархомівському художньому музеї є кілька робіт російського авангардиста.
- Тимофій Милюха — один із організаторів і найактивніших учасників партизанського руху на Краснокутщині за часів Другої світової війни.
- Віктор Лісовол — український кобзар.

### Селища-побратими
10 липня 2010 року керівництво Краснокутського району і селища Партеніт (Крим) підписали угоду про співпрацю між регіонами. Сторони домовилися про культурні і освітні обміни, працевлаштування жителів Краснокутського району під час туристичного сезону в Криму і спортивні змагання.